# 汝信

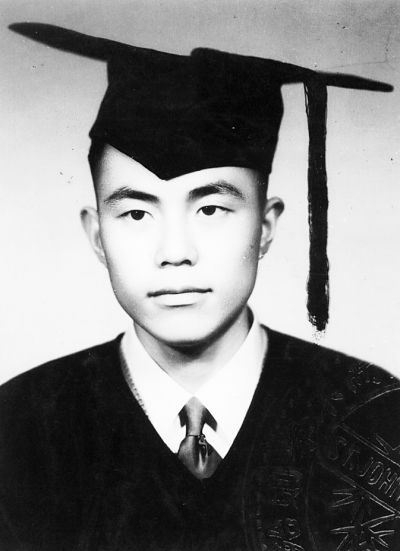
年轻的汝信

汝信（1931年8月—），籍贯江苏吴江，生于上海，中华人民共和国哲学家、美学家，德意志民主共和国科学院外籍院士与中国社会科学院学部委员，曾任中国共产党第十四届中央委员会候补委员、中国社会科学院副院长等职。

## 生平
1945年至1949年，在上海圣约翰大学政治系学习。1948年12月，加入中国共产党。1949年至1955年，任中国人民解放军第九兵团政治部民运部干事。后参加朝鲜战争，担任中国人民志愿军第九兵团政治部民运部干事、司令部情报处英文翻译、作战处英文翻译、办公室秘书。1955年至1957年，任中国科学院干部培养局干事。1957年至1958年，为中国科学院哲学研究所研究生。1958年至1979年，任中国科学院哲学研究所助理研究员。1979年至1982年，任中国社会科学院哲学研究所副所长、研究员、所长。1982年5月至1998年，任中国社会科学院副院长、党组成员、党委委员（1988年至1991年兼任哲学研究所所长）。1988年10月至1998年9月，任国务院学位委员会委员。

## 社会兼职
政协第七届，九届全国委员会委员。中共第十四届中央候补委员。

## 著作
主要著作有《西方美学史论丛续编》、合著有《黑格尔范畴论批判》、《西方美学史论丛》等。